# Arthur Winkler (Bildhauer)

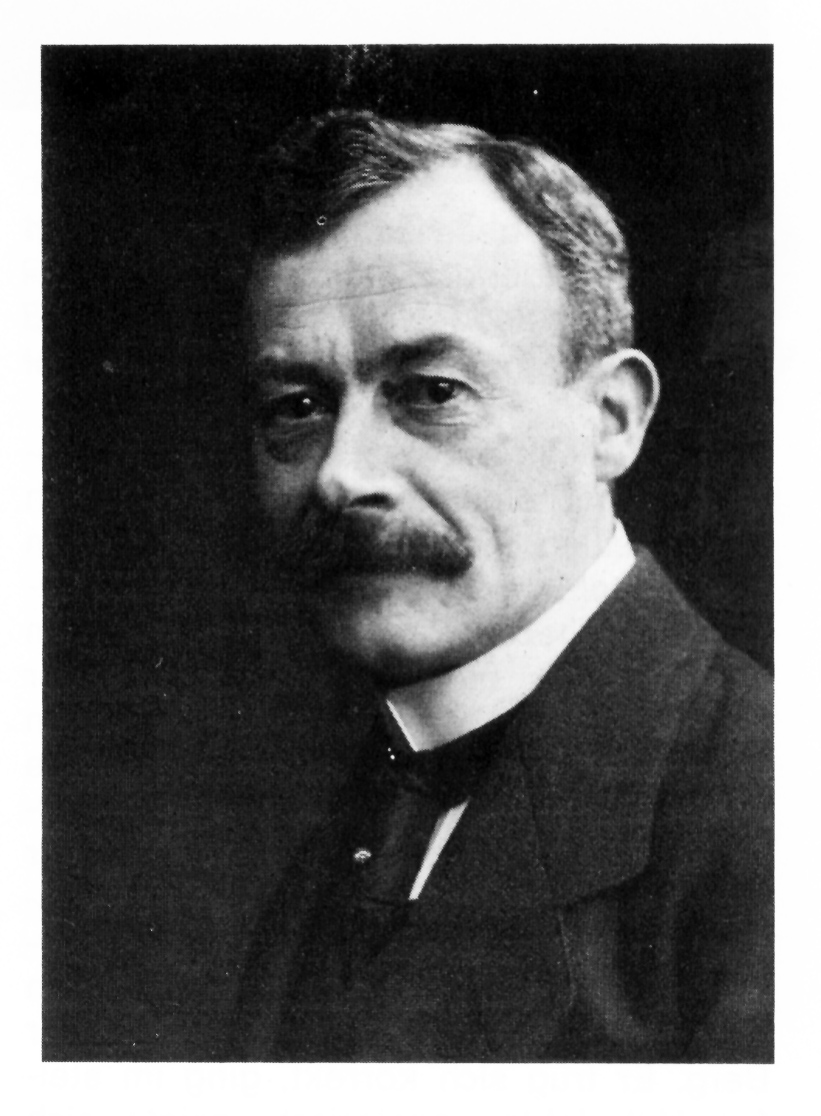
Arthur Winkler, Krefeld

Richard Arthur Winkler (* 17. Februar 1865 in Krefeld; † 26. Juli 1944 in Hamburg-Rahlstedt) war ein deutscher Seidenkaufmann und Bronzebildner.

## Biografie
Arthur Winkler lernte den Beruf des Seidenkaufmanns und gründete mit 25 Jahren in Krefeld eine eigene Seidenagentur. Zufällig wurde bei ihm das Talent zum Modellieren entdeckt und die Kunsthandwerker bei der Firma I.P. Kayser Sohn (Krefeld) unterwiesen ihn im Gebrauch der Werkzeuge und Materialien. Winkler arbeitete weiter als Seidenkaufmann, richtete sich aber um 1900 ein Atelier auf der St.-Anton-Straße in Krefeld ein und arbeitete dort als künstlerischer Autodidakt.
Weiter veröffentlichte er ein Gedichtbändchen unter dem Titel „Klänge vom Niederrhein“ sowie eine Serie in der Heimat mit dem Titel „Plaudereien über Alt-Krefelder Verhältnisse“. Mit 63 Jahren zog Winkler zu seiner Tochter nach Hamburg, wo er nach langer Krankheit verstarb.

## Werke
- Bismarck-Denkmal mit Bronzerelief
- Wilhelm Deuß (Relief)
- Formmeister einer Bronzegießerei (Skulptur)
- Johannes Brahms (Büste)
- Wagner
- Liszt
- Leo XIII
- Felke
- Moritz de Greiff
- Heinrich Müller
- Carl Starck
- Carl Wilhelm Crous
- Otto Scharf
- Moritz Plaeschke
- Oberbürgermeister Roos

Die Mehrzahl der Arbeiten von Winkler sind verschollen.

## Abbildungen

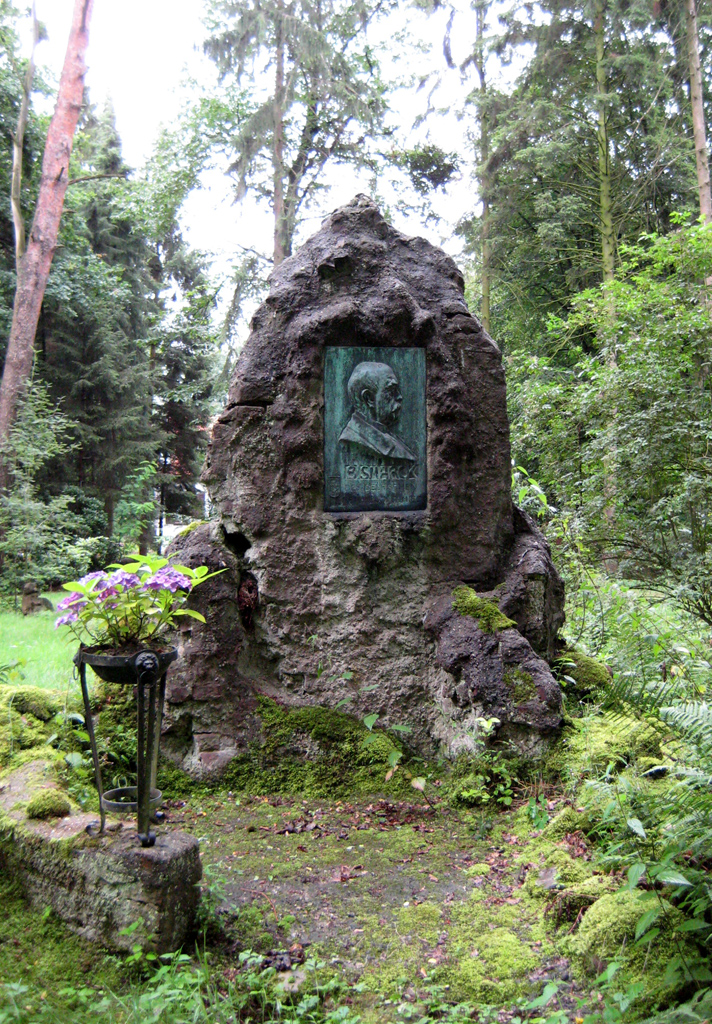
Bismarck-Denkmal Krefeld-Hülser Berg
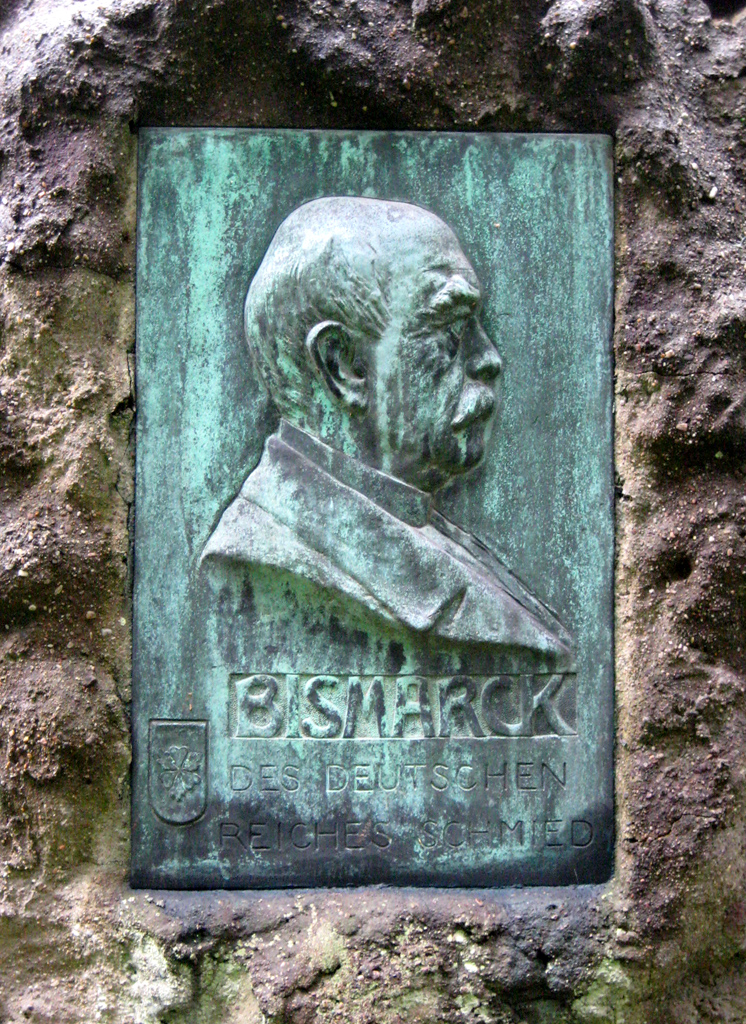
Bismarck-Denkmal Krefeld-Hülser Berg, Detail
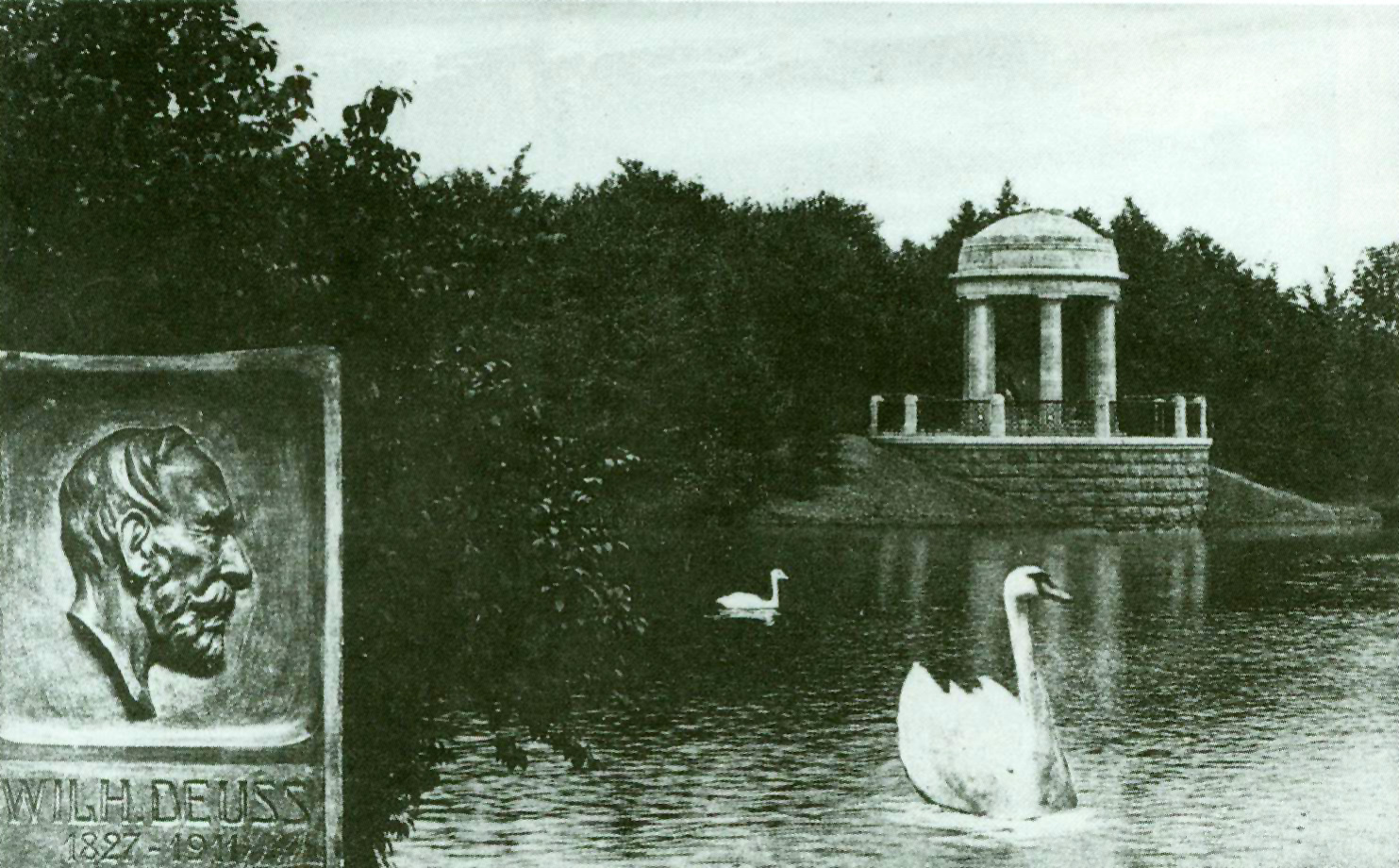
Deuss-Tempel Stadtwald Krefeld
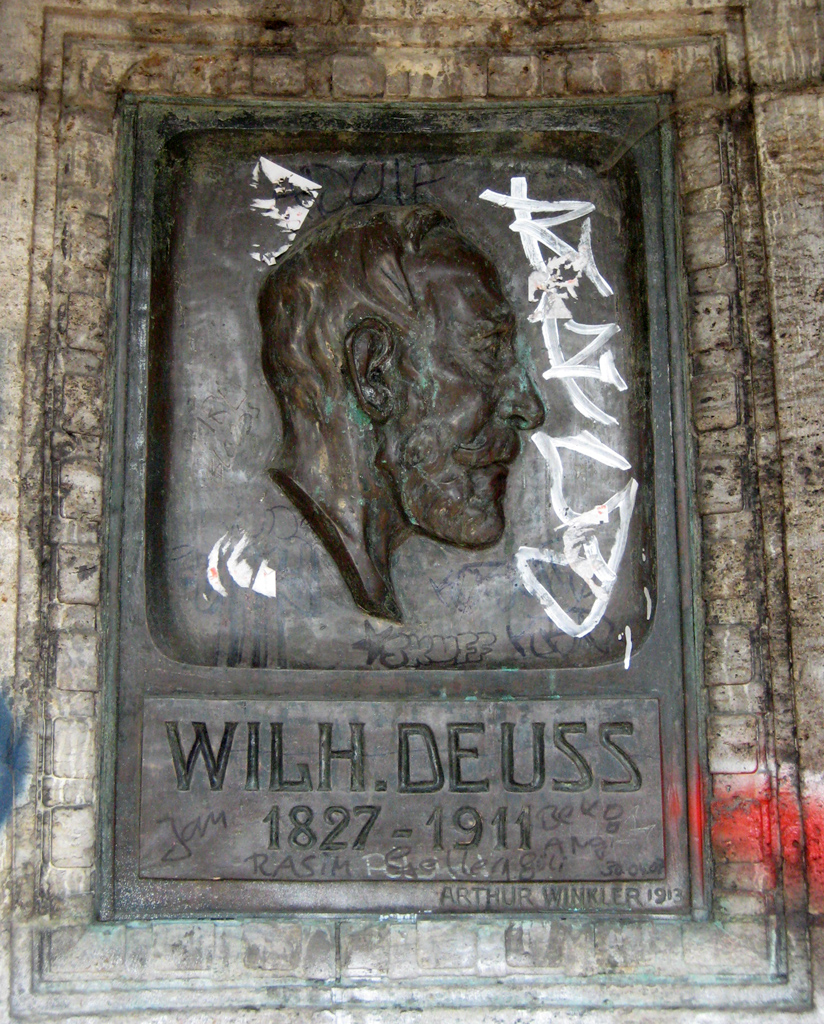
Deuss-Tempel Bronzeplakette